# Cykl Deminga

Schemat Plan-Do-Check-Act, czyli „Zaplanuj – Wykonaj – Sprawdź – Popraw”

Cykl Deminga (określany też jako cykl PDCA z ang. Plan-Do-Check-Act lub koło Deminga) – schemat ilustrujący podstawową zasadę ciągłego doskonalenia, stworzoną przez  amerykańskiego statystyka Waltera A. Shewharta, a następnie udoskonaloną przez Williama E. Deminga.
Cykl Deminga występuje w 2 wersjach: popularnej i oryginalnej.

## Wersja popularna
To wersja najbardziej znana, P-D-C-A, upowszechniona przez kręgi związane z zarządzaniem przez jakość i normami ISO dotyczącymi zarządzania jakością. Według tej wersji cykl Deminga składa się z działań następujących po sobie w porządku logicznym (określenia przyjęte przez polskich specjalistów):
1. ZAPLANUJ (ang. Plan): Zaplanuj lepszy sposób działania, lepszą metodę.
2. WYKONAJ, ZRÓB (ang. Do): Zrealizuj plan na próbę.
3. SPRAWDŹ (ang. Check): Zbadaj, czy rzeczywiście nowy sposób działania przynosi lepsze rezultaty.
4. POPRAW (ang. Act): Jeśli nowy sposób działania przynosi lepsze rezultaty, uznaj go za normę (obowiązującą procedurę), zestandaryzuj i monitoruj jego stosowanie.

## Wersja oryginalna
Edwards Deming w ostatnich latach życia zgłaszał zastrzeżenia do interpretacji trzeciego kroku cyklu, która jest zbyt uproszczona i nie ujmuje sensu metodyki tzw. projektowania eksperymentalnego (Design of Experiments, w skrócie DOE). Na skutek tych uwag oraz interwencji uczniów i współpracowników Deminga, przywrócono wersję oryginalną – P-D-S-A:
1. ZAPLANUJ (ang. Plan): Planuj każdą zmianę z wyprzedzeniem. Przeanalizuj obecną sytuację oraz potencjalne skutki zmian zanim jakiekolwiek podejmiesz. Z góry przemyśl, co powinieneś zmierzyć, aby przekonać się, czy zrealizowałeś swój zamiar. Zaplanuj pomiar, jako jeden z elementów realizacji zmiany. Myśl o pomiarze aż do następnego kroku (przez cały okres planowania). Opracuj plan wdrożenia zmiany, zadbaj przy tym o pełną obsadę tego przedsięwzięcia właściwym personelem oraz zaangażuj właścicieli procesów.
2. WYKONAJ, ZRÓB (ang. Do): Przeprowadź pilotażowe wdrożenie zmiany w małej skali, w kontrolowanych warunkach (tzn. najpierw przeprowadź eksperyment, bądź zbuduj prototyp).
3. ZBADAJ (ang. Study): Gruntownie przeanalizuj rezultaty eksperymentu. Wyprowadź wnioski – co zebrane dane mówią na temat skuteczności próbnego wdrożenia?
4. ZASTOSUJ, DZIAŁAJ (ang. Act): Podejmij właściwe działania, aby wdrożyć standard takiego procesu, który wytworzył rezultaty najbardziej pożądane.